# Estadio Hong Kong
El Hong Kong Stadium, conocido popularmente como So Kon Po Stadium, es un estadio multiusos de Hong Kong. El estadio fue inaugurado en 1953 como Government Stadium, pero fue reconstruido en marzo de 1994, cuando adoptó su nombre actual. Tiene una capacidad máxima de 40 000 espectadores, todos ellos sentados, de los que 18 257 son en el anillo principal, 3153 en la zona ejecutiva, 18 507 en el anillo superior y 57 asientos para discapacitados.
El estadio se encuentra en So Kon Po, en la Isla de Hong Kong, cerca de Causeway Bay. La mayoría de los partidos internacionales de fútbol de Hong Kong se disputan en este estadio. Es la sede del torneo Hong Kong Sevens de rugby sevens. El Hong Kong Stadium acogió la Copa del Mundo de Rugby 7 de la IRB en dos ocasiones, en 1997 y 2005.

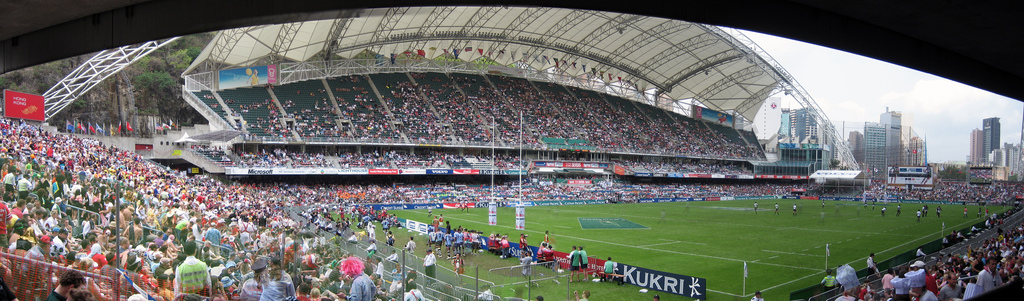
Panorámica del Estadio de Hong Kong.